# 喬治亞窪地
喬治亞窪地（英語：Georgia Depression）是位於北美洲西部太平洋西北地區的窪地。喬治亞窪地包括不列颠哥伦比亚省西南部和华盛顿西北部薩利希海沿岸的低地地區。

## 形成
喬治亞窪地因大約1.5亿年前大陆板块碰撞成行，碰撞形成寬闊的峽谷，數個河流在流進峽谷後一起在太平洋的胡安·德·富卡海峽峡口出海。  
瓦雄冰川期（大约19,000至16,000年前）期间，科迪勒拉冰蓋不斷的侵蝕喬治亞窪地，形成現在所見的地形。科迪勒拉冰蓋不斷後退並在地表上留下刀刀擦痕；當冰河退到現今的胡安·德·富卡海峽後海水入侵形成薩利希海。

## 地理
窪地北面是太平洋山脉，西面是溫哥華島山脈和奥林匹克山脉，东面是北喀斯開山脈。窪地內包括弗雷泽低地、溫哥華島的纳奈莫和纳威蒂低地、普吉特海湾盆地以及萨利希海的所有島嶼和相鄰的水道。 
不列颠哥伦比亚省和华盛顿州的人口大多聚集在喬治亞窪地內。

## 地質
喬治亞窪地以冰川条纹的高原和沉积岩下的起伏丘陵为特色。窪地中的土壤大部分是由冰碛、冰水沉積物和湖成沉积物所構成。

## 生態
喬治亞窪地與四周比起來相對乾燥與平緩，也因此提供多樣化的動植物在此茁壯成長。在人類工业化、农业、林业、城市化和郊区扩张的影響下，喬治亞窪地現今的自然地景已與原始截然不同。